# São João do Peso
São João do Peso ist eine Ortschaft und Gemeinde in Zentral-Portugal.

## Geschichte
Das Gebiet wurde im 13. Jahrhundert nach der mittelalterlichen Reconquista durch den Templerorden besiedelt und verwaltet.
Die Gemeinde wurde 1618 durch Ausgliederung aus der Gemeinde Vila de Rei geschaffen.
In den Registern des Jahres 1758 wurde die Gemeinde mit eigener Kirche unter dem Namen Pezo geführt. In der Gemeinde bestand zuvor eine Kapelle aus dem 17. Jahrhundert.
1810 zogen französische Truppen durch das Gemeindegebiet, im Verlauf der Napoleonischen Invasionen.
1892 wurde die heutige denkmalgeschützte Gemeindekirche errichtet, die durch Renovierungen und Umbauten zwischen 1988 und 1990 ihre heutige Form erhielt.

## Verwaltung
São João do Peso ist Sitz einer gleichnamigen Gemeinde (Freguesia) im Kreis (Concelho) von Vila de Rei im Distrikt Castelo Branco. In ihr leben 132 Einwohner auf einer Fläche von 13 km² (Stand 19. April 2021).
Folgende Ortschaften liegen im Gemeindegebiet:
- Algar
- Cimo de Valongo
- Lameiras de Algar
- Portela dos Colos
- São João do Peso
- Sesmarias